# Fredilocarcinus musmuschiae
Fredilocarcinus musmuschiae is een krabbensoort uit de familie van de Trichodactylidae. De wetenschappelijke naam van de soort is voor het eerst geldig gepubliceerd in 1980 door Pretzmann & Mayta.